# Vallis Alpes
Vallis Alpes (Valle Alpino en latín) es un espectacular valle lunar, que divide en dos los Montes Alpes lunares. Se extiende por 166 km desde la cuenca del Mare Imbrium hacia el este-noreste, hasta el borde del Mare Frigoris.

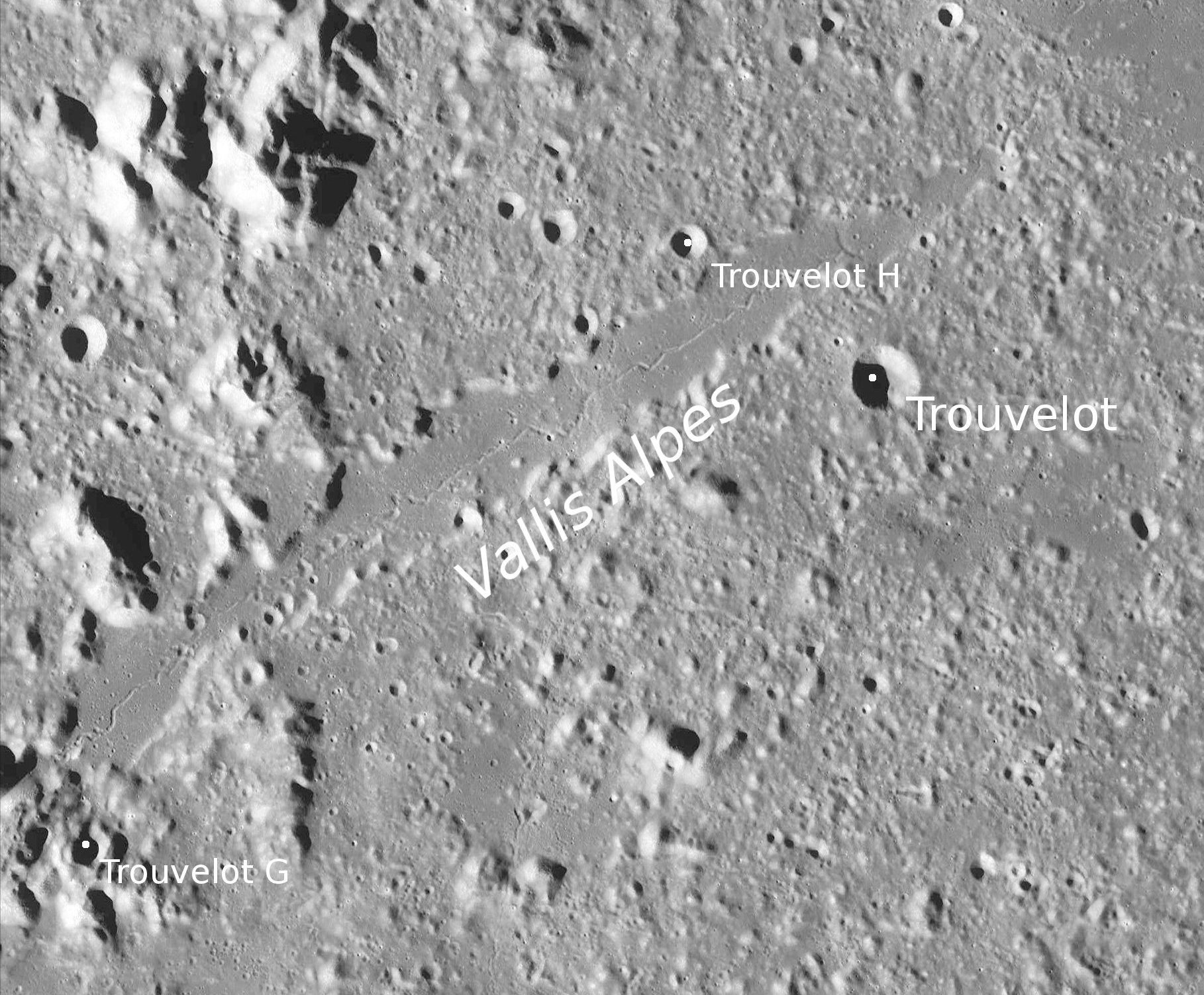
Vallis Alpes

El valle es estrecho en sus dos extremos, bordeado por gargantas de 1000 m de altitud, extendiéndose en su ancho máximo unos 10 km en el centro. La cara sur del valle es más derecha que la norte.  
Está centrado en las coordenadas selenográficas 49°N, 3°E.
El suelo del valle es una superficie plana, cubierta por lava, dividida por una grieta de 700 m de anchura. Esta grieta es muy difícil de observar desde la Tierra con un telescopio.
Fue descubierto en 1727 por Francesco Bianchini. El nombre se debe a la cordillera que atraviesa, los Montes Alpes, bautizados así por Johannes Hevelius en referencia a la gran cordillera europea.